# Adrien Labi
Adrien Labi (أدريان اللعبي en arabe), né le 15 novembre 1953 à Tripoli (Libye), est un milliardaire britannique d'origine libyenne.
Il est le fondateur et propriétaire de la Foncière du Triangle d’or, qui détient un portefeuille d’immeubles à Paris d'une valeur de 1,6 milliard d’euros en 2017,.

## Biographie

### Origines
Adrien Labi naît à Tripoli en Libye le 15 novembre 1953. Son père, commerçant, appartient à la communauté de juifs libyens originaires de Gibraltar. La communauté, persécutée pendant la Seconde Guerre mondiale, puis par l’indépendance de la Libye, décide de s’exiler à l’étranger. La famille Labi s’installe en Italie et fait fortune dans la pierre en Angleterre. Selon d’autres sources, sa fortune viendrait de l’héritage de sa mère, Esther, ayant construit sa fortune grâce à des stations de lavage de voitures aux États-Unis et des investissements dans la pierre.

### Carrière
En novembre 1994, le portefeuille familial est transféré dans un trust, le Diamond Trust. La valeur de ce dernier est évaluée au début des années 2000 à 250 millions de livres sterling (plus de 343 millions d’euros au cours de l’époque).
Au cours des années 2000, Labi multiplie les investissements, il s’associe notamment à un trader norvégien puis disparaît, donnant lieu à une condamnation au tribunal d’Oslo en Norvège à rembourser 5,6 millions d’euros.
Au même moment, il décide d’investir dans l’immobilier à Paris et achète une dizaine d’immeubles entre 2002 et 2009, notamment un ensemble de trois immeubles acheté à l’assureur Axa pour 83,5 millions d’euros dans le Triangle d’or, une partie du quartier des Champs-Élysées où les prix des biens immobiliers au mètre carré sont compris entre 20 000 et 30 000 euros.
En 2015, l'État canadien, propriétaire d’un immeuble au 35-37, avenue Montaigne dans le Triangle d’or ainsi que d’un hôtel particulier dans le 7e arrondissement de Paris situé au 5, rue de Constantine et donnant sur l'esplanade des Invalides, cède à la société d’Adrien Labi ses deux immeubles en échange d’un immeuble détenu par ce dernier rue du Faubourg-Saint-Honoré. L’ensemble immobilier de l’avenue Montaigne, d’une superficie de 8 000 mètres carrés, est estimé à 500 millions d’euros.
En janvier 2023, il vend l’immeuble du 35-37, avenue Montaigne pour 850 millions d’euros à Kering, grand groupe de luxe français dirigé par François-Henri Pinault. Une semaine plus tard, il vend un immeuble de 2 600 mètres carrés situé au 19, rue François-Ier à LVMH, groupe concurrent, pour 150 millions d'euros.

### Vie privée
Il parle couramment français, anglais et italien et vit entre la Californie, Londres et Crans-Montana, station de ski huppée en Suisse.
Labi est passionné de voitures de sport et fait l’acquisition en 2022 de l’ancienne usine Bugatti en Italie, la Fabbrica Blu, qu’il transforme en musée consacré à l’automobile. En 2023, la transaction n’a pas été honorée financièrement selon Romano Artioli, l’ancien propriétaire de l'usine. Les deux hommes sont devant la justice pour déterminer l’avenir du site.
Il est également propriétaire d’une Formule 1 conduite par l’ancien pilote Michael Schumacher, achetée pour 1,7 million de dollars en 2014.
En avril 2015, il fait l’acquisition du Singleton Estate, une maison à Los Angeles en Californie qu’il a achetée 59,3 millions de dollars (soit 52,8 millions d’euros de l’époque). Il s’agissait de la maison la plus chère sur le marché en Californie au moment de la transaction,,.
Il a été propriétaire du Perla Blu, yacht de luxe de 48 mètres avec six cabines, salle de relaxation et piscine à remous sur le pont. Il partageait les frais de ce dernier avec Arnaud Mimran, condamné à 8 ans de prison ferme en 2017 pour sa participation à la fraude à la TVA sur les quotas de carbone et en 2021 à 13 ans de prison ferme pour son implication dans la séquestration et l'extorsion d’un homme d’affaires turco-suisse. Le yacht a été vendu 24 millions d’euros à la banque saoudienne Al Rajhi et fait désormais l’objet d’un litige, la banque affirmant que Labi ne lui a jamais livré le yacht.

## Controverses
Selon le journal Le Monde, Adrien Labi a exploité jusqu’en 2009 la convention fiscale franco-danoise qui lui permet de ne pas payer d’impôts sur les biens immobiliers qu’il détient. Par ailleurs, l’ensemble de ses biens immobiliers sont détenus au travers de sociétés domiciliées dans les paradis fiscaux du Luxembourg et de Jersey. Pour réaliser ces montages, il a recours aux services de la société danoise Equinox, spécialisée dans la gestion de patrimoine offshore.
Il est condamné à payer 8 millions d’euros à la justice en raison de montages financiers frauduleux, mais nie avoir été au courant de ces derniers et renvoie la faute à sa fille qui était présidente des sociétés. En 2012, le Tribunal de grande instance de Paris condamne sa fille Clarissa Labi Machitski à deux ans de prison pour fraude fiscale. Adrien Labi écope également d’une interdiction de gérer des sociétés en France pour 15 ans.
En raison de ses origines libyennes, mais aussi de son implantation au Royaume-Uni, Labi est accusé d’être un homme de paille de la famille Kadhafi, il a également été vu à plusieurs reprises avec les fils de Mouammar Kadhafi dans le 8e arrondissement de Paris. Ces rumeurs ont attiré l’attention de Tracfin, qui a classé sans suite l’affaire en 2010. Devant le tribunal de Broward en Floride, il est indiqué qu’en 2009, Adrien Labi a fait intervenir Tarek Kaituni comme intermédiaire dans la vente de son yacht, permettant à ce dernier d’empocher une commission de 3,5 millions de dollars par le biais d’une société offshore. Kaituni, condamné pour trafic d’armes en France en 2005, est connu pour avoir été un proche de Mouammar Kadhafi, certains le considérant comme son « fils adoptif ».
Le 6 mars 2023, venu à Paris signer la vente des deux immeubles de l’avenue Montaigne, il est arrêté à la sortie de l’étude du notaire et placé en garde à vue. Le 8 mars, il est mis en examen par la justice française pour fraude fiscale et blanchiment en bande organisée de fraude fiscale, portant sur l'IFI, l'ISF, l'impôt sur le revenu et l'absence de déclaration de plus-values de ventes effectuées par sa société. Il est placé sous contrôle judiciaire avec obligation de s'acquitter d'une caution de 30 millions d'euros. La justice française procède à des saisies à hauteur de 461 millions d'euros pour garantir le paiement d'une éventuelle amende et la régularisation de sa situation fiscale. Il était visé par un mandat de recherche dans le cadre d'une enquête ouverte en 2015 à la suite de plaintes de l'administration fiscale. Selon le journal CFNEWS Immo : « Adrien Labi s'était rendu régulièrement à Paris au cours des dernières années pour gérer son patrimoine immobilier sans être inquiété par les autorités françaises. Pour passer inaperçu, il n'atterrissait jamais en avion sur le sol français, privilégiant la voiture »,.

## Galerie

Immeubles appartenant ou ayant appartenu à Adrien Labi à Paris.
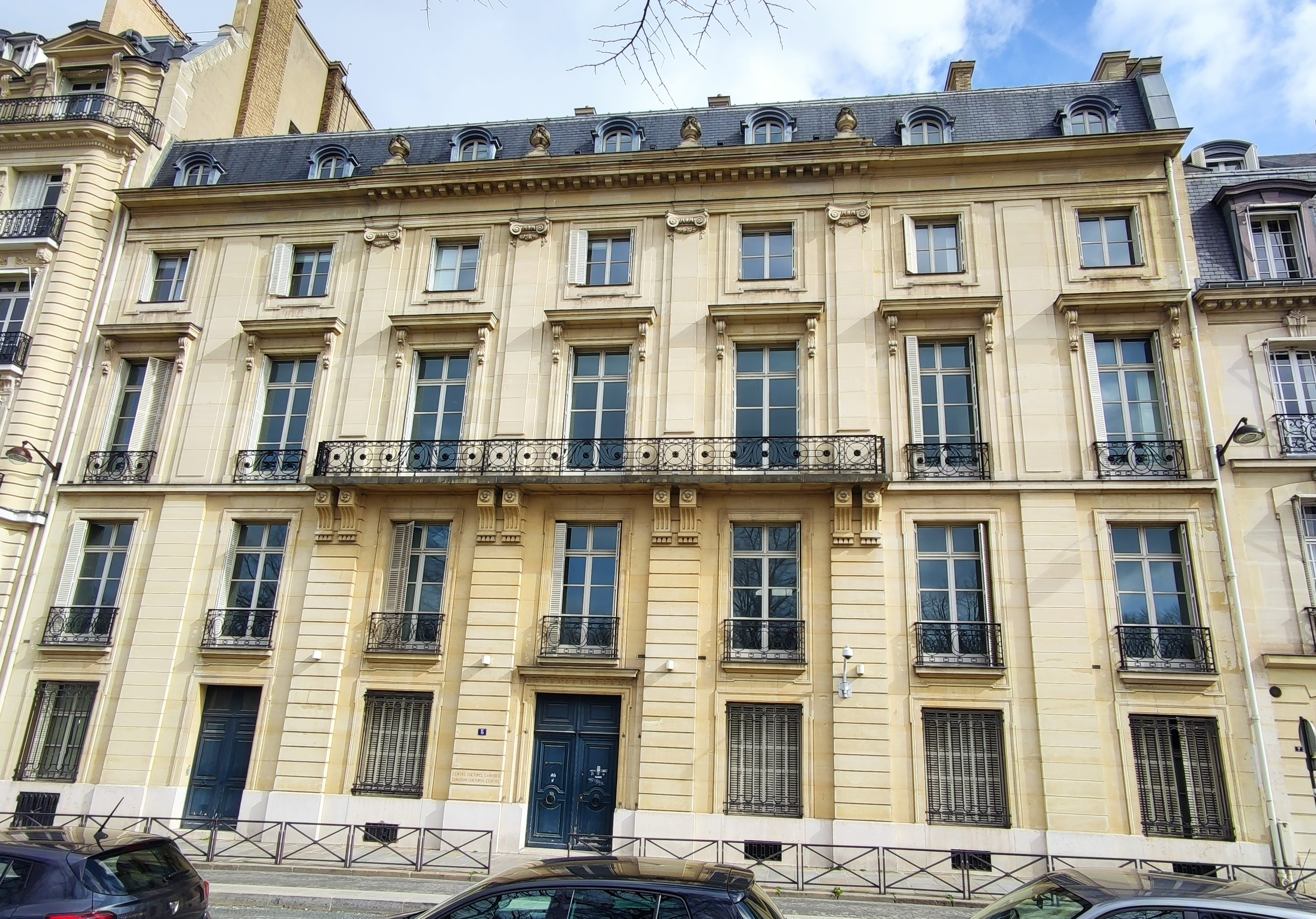
No 5, rue de Constantine (mars 2023).
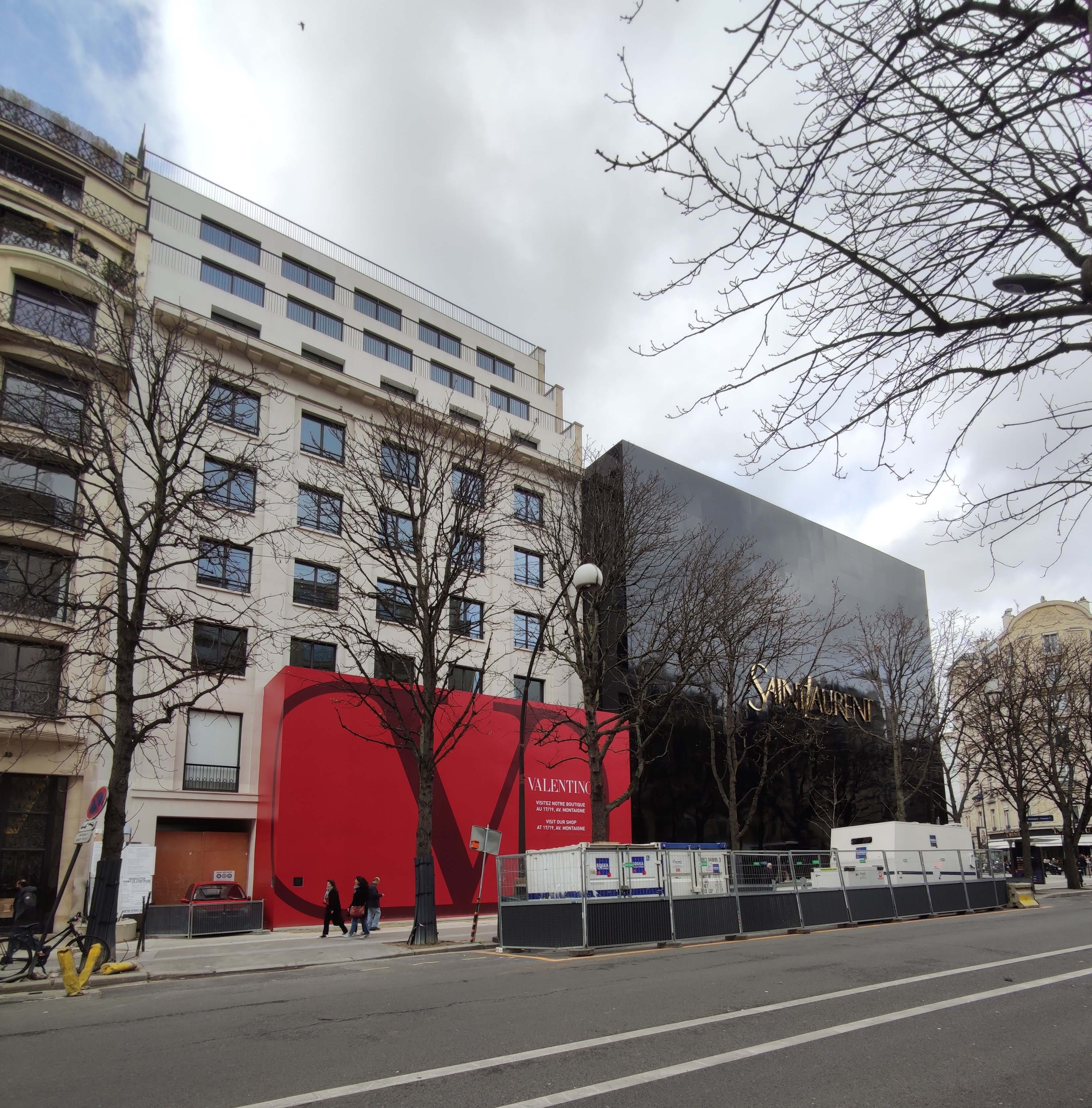
Nos 35-37, avenue Montaigne (mars 2023).
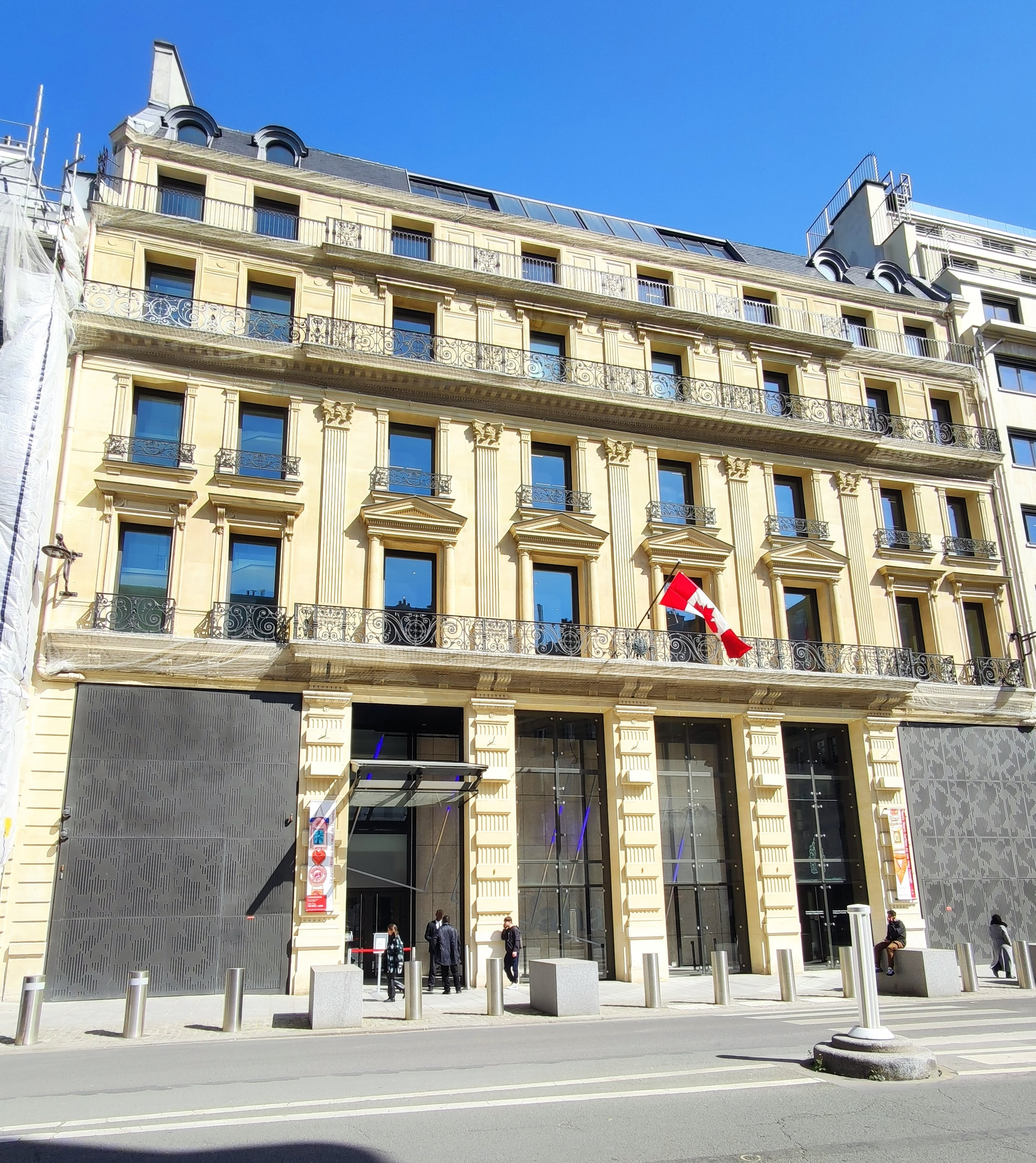
No 130, rue du Faubourg-Saint-Honoré (avril 2023).
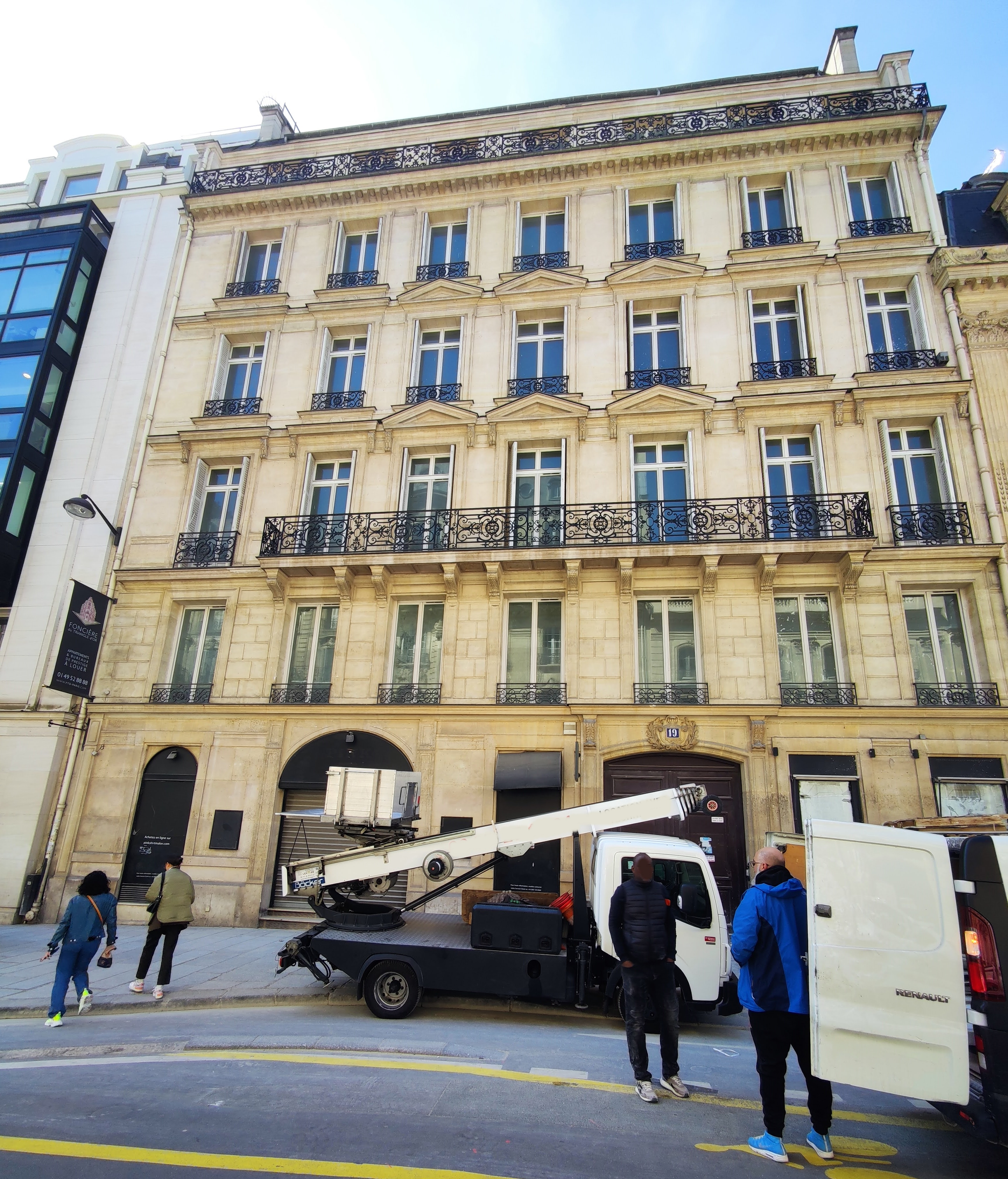
No 19, rue François-Ier (avril 2023).